# 대한민국 대통령 선거인단
대한민국 대통령 선거인단은 대한민국의 대통령 간접선거 선출 인원으로, 대한민국 제4공화국 때인 1980년 9월 9일 개정 헌법으로 제정, 1987년 10월 27일 국민투표로 폐지되었다. 선거인단은 정당별 후보자 출마 후 고득표자 순으로 당선이 결정되었다.
1980년 9월 9일 국무총리 남덕우 등에 의해 개정헌법안이 10개 조항, 131개 부조항으로 통과되었다. 선거인단 후보자는 10월 2일부터 등록하고 선거는 1981년 2월 12일 오전 7시부터 오후 7시까지 지정된 선거장소에서 개최했고, 2월 12일 저녁 당선자가 발표되었다. 일부 지역은 개표가 늦어져 2월 13일 각 언론사별 추가 당선자 명단이 발표됐다. 이들은 1980년 2월 25일 시군구별 지정된 장소에서 12대 대통령 선거를 투표하였다. 당초 서울 장충체육관에 모여 투표하자는 의견이 제기되었으나, 이동시간 소요, 배신자의 등장이라는 이유로 시군구별 지정 장소에서 대통령 후보자를 선출하는 것으로 결정되었다.
일각에서 직선제 요구가 나왔고 1985년 5월 21일 이만섭은 연설에서 간선제가 공정하지 못함을 언급했다. 1987년 6월 10일 노태우 당시 민정당 후보가 직선제 요구를 수용, 6월 29일에 6.25 선언을 발표하여 대통령 직선제를 지지했다. 1987년 10월 27일 총 유권자의 78.2%에 대당하는 20,038,672명이 국민 투표에 참여하고 이 중 93.1%가 찬성으로 직선제 개헌안이 통과되면서 폐지되었다.